# Том Крофт
Том Крофт (енгл. Tom Croft; 7. новембар 1985) професионални је енглески рагбиста, који тренутно игра за Лестер. Висок 198 цм, тежак 110 кг, познат је по својој доброј игри у ауту и веома је брз, иако није бек, већ скрамаш. Ерон Маугер, бивши новозеландски репрезентативац, изјавио је за Крофта да је најбржи трећелинијаш против кога је у животу играо, а Мартин Кори, бивши енглески репрезентативац, тврди за Крофта да је један од најталентованијих енглеских рагбиста 21. века. Крофт је за Лестер одиграо 135 утакмица и постигао 130 поена и са овим тимом је освајао 2 титуле првака Енглеске (2007, 2009). За репрезентацију Енглеске је дебитовао 2008. у мечу купа шест нација против Француске. Постигао је чак 2 есеја за британске и ирске лавове у мечy против спрингбокса 2009. Исте године био је у конкуренцији за најбољег рагбисту на свету, али награда је припала Ричи Макоу. У априлу 2013. упао је на списак играча, који ће играти за лавове на турнеји у Аустралији. За лавове је укупно одиграо 5 утакмица и постигао 2 есеја, а за репрезентацију Енглеске је одиграо 41 меч и постигао 30 поена. Играо је и за репрезентацију Енглеске у рагбију 7.